# Ethmidium
Ethmidium is een monotypisch geslacht van straalvinnige vissen uit de familie van haringen (Clupeidae).

## Soort
- Ethmidium maculatum (Valenciennes, 1847)